# Druïde (bier)
Druïde is een Belgisch bier van hoge gisting.
Het bier werd sinds 2005 gebrouwen in De Proefbrouwerij te Hijfte voor brouwerij Druïde uit Deerlijk. Druïde verwijst naar een priester uit de oude Keltische beschavingen. Sinds 6 december 2017 is de brouwerij gesloten.

## Varianten
- Blond, goudblond bier met een alcoholpercentage van 6,5%
- Bruin, robijnrood bier met een alcoholpercentage van 6,5%, sinds 2006 op de markt
- Grand Q, goudblond bier, type tripel, met een alcoholpercentage van 8,5%. Q is bedoeld als grappige verwijzing naar het Franse woord queue, dat onder andere betekent achterwerk.